# Pertusaria perrimosa
Pertusaria perrimosa är en lavart som beskrevs av Nyl. Pertusaria perrimosa ingår i släktet Pertusaria och familjen Pertusariaceae.   Inga underarter finns listade i Catalogue of Life.